# Орбаис, Пабло
Па́бло Орба́ис Леса́ка (исп. и баск. Pablo Orbaiz Lesaka; 6 февраля 1979, Памплона) — испанский футболист, полузащитник. Провёл четыре матча в составе национальной сборной Испании.

## Карьера

### Клубная
Воспитанник футбольной школы «Осасуны», в составе которой играл до 2000 года. С 2000 года выступал за «Атлетик Бильбао». В сезоне 2011—2012 был отдан в годовую аренду в греческий «Олимпиакос», за клуб провел 24 матча и забил один гол в Чемпионате Греции, стал чемпионом Греции и обладателем Кубка Греции.
В июле 2012 года на правах свободного агента перешёл в казанский «Рубин», подписав однолетний контракт. 14 февраля 2013 года в 1/16 плей-офф Лиги Европы между «Рубином» и мадридским «Атлетико» помог «Рубину» победить со счетом 2-0, забив в конце матча в пустые ворота. 30 мая истек контракт с «Рубином», за год Орбаис сыграл в 36 официальных матчах. Пабло поблагодарил клуб за все проведенное в нём время.

### В сборной
Дебютировал 21 августа 2002 в игре против Венгрии, посвящённой 75-летию Ференца Пушкаша. Всего за основную сборную провёл 4 игры. В составе сборной до 20 лет выиграл молодёжный чемпионат мира 1999 года.

## Награды и достижения
Сборная Испании
- Победитель молодёжного чемпионата мира: 1999

Командные
 «Атлетик Бильбао»
- Кубок Испании: Финалист 2008/2009
- Суперкубок Испании: Финалист 2009

 «Олимпиакос»
- Чемпион Греции (1): 2012
- Обладатель Кубка Греции: 2012